# Slavija Osijek
SK Slavija Osijek – chorwacki klub piłkarski z siedzibą w Osijeku. Został założony w 1916 roku. Slavija siedmiokrotnie brała udział w rozgrywkach Prva liga Jugoslavije. Klub został rozwiązany w 1941 roku.